# Црква Светог Саве на Врачару
Црква Светог Саве је православна хришћанска црква и налази се на Светосавском платоу, одмах поред храма Светог Саве у улици Крушедолска 2/а, општина Врачар.

## Историја

### Прва црква
Председник одбора за зидање цркве био је поочим Делфе Иванић, Михаило Богићевић. У договору са митрополитом Михаилом су одлучили да се ту, у будућности, изгради највећи српски православни храм и да буде посвећен Светом Сави. Одлучено је да слава будуће мале цркве буде дан спаљивања моштију Светога Саве, 27. април по старом календару. Како је до тог празника остало само 11 дана, Богићевић се потрудио да се црква изгради у тако кратком периоду. Прва црква је започета са градњом 9. априла 1895. године. Већ 27. априла, на дан када су спаљене мошти Светог Саве цркву је осветио митрополит Михаило, уз учешће епископа Милентија Вујића, архимандрита Фирмилијана Дражића (будућег скопског владике) и више свештеника и ђакона. Освећењу су присуствовали краљ Александар Обреновић и многе друге званице. Црква је са правоугаоним испустима на подужим зидовима, подигнута по угледу на цркву средњовековног манастира Милешеве, где су почивале мошти Светог Саве.
Црква је у основи била правоугаоног облика, имала је тространу олтарску апсиду, равну таваницу, фасаду од „глачане опеке“ са фугованим спојницама и представу спаљивања моштију Светог Саве изнад главног портала на северној страни. 1908. године уз цркву је призидана пространа припрата величине 9,5 × 13,0  по габариту, са два портала, укупно седам прозора и корисном површином 120 2. Том приликом је преградни зид уклоњен, те је укупна површина износила 200 2. 1928. године са обе стране су дограђени бочни бродови, које је пројектовао руски архитекта Балериј Сташевски. Овим проширивањем цркве, добијени корисни простор цркве који је износио 300 2.
Звона цркве су за време Првог светског рата скинута и преливена у ратне сврхе. Нова звона су изливена 1921, 1923. и 1928. године у Земуну.

### Друга црква
У првој половини 1935. године, донета је одлука да првобитна мања, ниска и више пута дограђивана црква, буде замењена новом, већом и репрезентативнијом грађевином.
Нова црква је изграђена у другој половини 1935. године за 3 месеца, односно приближно 70 радних дана, Надзорни инжењер је био Војислав Зађина. Зидне слике и садашњи иконостас настали су у наредним годинама. Дана 24. новембра довршену и делимично опремљену цркву осветио је патријарх српски Варнава.
Код храма се поводом црквене славе одржавао вашар, који се настављао на онај код цркве Светог Марка, закључно са 1937. Касније за то није било простора јер је око привремено сазиданог храма посађено дрвеће а простор будућег великог храма је постао градилиште.
У октобру 1944. године у време борбе за ослобођење Београда, друга Савиначка црква је страдала. Оштећени су тада зидови и фасада, кубе је пробијено, а улаз на западној страни зарушен. Године 1964. изведени су знатно већи радови, те је тада уз цркву дозидана припрата око 20 2. Садашњи иконостас у цркви настао је 1936-37 године. Све иконе израдио је руски сликар српског порекла Владимир Предојевич, изузев две престоне иконе замењене 1966. године. Године 1938-39, завршено је зидно сликарство, које су извели руски сликари Николај Мајендорф, Борис Обрасцев и Александар Дикиј. Урадили су је по узору на фреско сликарство из многих средњовековних цркава: Пећка Патријаршија, Студеница, Манасија, Грачаница, Сопоћани, Марков манастир, Дечани, Ариље, Милешева, Хиландар, Старо Нагоричино, Љубостиња, Цетиње, Каленић, Лесново, Жича, Свети Климент, Свети Наум, Трново. Укупни број појединачних ликова, мањих и већих композиција прилагођених малој цркви, износио је око 140. У току велике обнове цркве из 1996. г. настало је ново сликарство на површинама зидова и сводова.

## Галерија
- Улаз са Светосавског платоа
- Црква и Храм на Светосавском платоу
- Звоник и купола цркве